# EZO (音楽グループ)
EZO（エゾ）は、星野裕矢と矢萩渉と武沢侑昂の3人によって結成された音楽ユニット。

## メンバー
- 星野裕矢（ボーカル・ギター）
- 矢萩渉（ギター）
- 武沢侑昂（ギター）

## 概要
2012年からシンガーソングライターである星野裕矢をプロデュースしていた事がきっかけとなり、ロックバンド『安全地帯』のギタリスト矢萩渉と武沢侑昂の3人による音楽ユニットEZOを2014年に結成した。
2015年1月に北海道の札幌市内において発ライブを行う。
同年4月から5月にかけ、EZO Acoustic Live 2015カムイの少年Tour Vo.星野裕矢 Gt.矢萩渉 Gt.武沢侑昂の他サポートとしてKey.川村ケンが参加し、東京、大阪、札幌、福岡の4箇所でツアーを行う。